# Tetraidrofurano
Il tetraidrofurano (nome tradizionale: ossolano), noto anche come THF, è un etere ciclico ed è anche il prodotto di completa idrogenazione del furano. Il suo analogo a catena aperta è l'etere dietilico. Il suo omologo a sei termini è il tetraidropirano, l'analogo a quattro termini è l'ossetano. Un dietere ciclico ad esso accostabile come solvente è il diossano.
A temperatura ambiente è un liquido incolore dall'odore etereo un po' pungente, abbastanza volatile, facilmente infiammabile. La molecola è più polare (μ = 1,75 D) dell'etere dietilico (μ = 1,15 D), ma il liquido ha scarsa costante dielettrica (εr = 7,4), comunque maggiore dell'etere (εr = 4,3).
È solubile in acqua in ogni proporzione, a differenza dell'etere dietilico. Il suo analogo solforato, il tetraidrotiofene, nonostante abbia momento dipolare maggiore (μ = 1,90 D) è invece praticamente insolubile in acqua. Come tutti gli eteri resiste benissimo agli ambienti anche fortemente basici mentre, in ambiente fortemente acido e a caldo, può sommare una molecola d'acqua con apertura d'anello a dare 1,4-butandiolo.
Ottenuto per idrogenazione catalitica del furano, trova principalmente impiego come solvente polare aprotico, spesso usato nella preparazione di reattivi di Grignard e la successiva condotta di reazione, nella preparazione di butillitio, fenillitio e simili e come mezzo di reazione per boroidruri e alluminioidruri di litio, e per le reazioni di idroborazione. Essendo una base di Lewis migliore dell'etere dietilico e, come tale, un miglior complessante per ioni Li+ e Mg++, la sua presenza esalta la nucleofilia dei controioni (anioni) presenti R-, BH4-, AlH4-.
Esposto all'aria tende, col tempo, a formare perossidi che possono decomporsi anche violentemente, per questo viene inibito con butilidrossitoluene o conservato in bottiglie a tenuta d'aria su dell'idrossido di sodio.